# 斯氏杯殖吸虫
斯氏杯殖吸虫（学名：Calicophoron skrjabini）为同盘科杯殖属的动物。分布于俄罗斯以及中国大陆的广东、广西、四川、云南、吉林等地，营寄生生活，宿主黄牛、水牛以及寄生于瘤胃。